# Barbara Engleder
Barbara Engleder (n. 16 septembrie 1982, Eggenfelden, Bavaria, Germania) este o trăgătoare de tir germană, medaliată olimpică. A participat la 4 ediții ale Jocurilor Olimpice (2004, 2008, 2012, 2016) în care a câștigat o medalie de aur.